# Pašticada
Pašticada är en traditionell kroatisk maträtt och köttgryta med ursprung från landskapet Dalmatien. Det är en maträtt som serveras som huvudrätt och tillagas som ett långkok av nötkött. På grund av maträttens ursprung kallas den ibland "dalmatinska pašticada" (dalmatisk pašticada). I Dalmatien serveras maträtten traditionellt som festmåltid vid viktiga evenemang och händelser, däribland bröllop.   

## Tillagning och ingredienser
Det finns flera olika recept men karaktäristiskt är att maträtten förbereds i flera olika faser. Inledningsvis marineras nötköttet, därefter stekts det för att slutligen sjudas i en sås av vin och/eller starkvin (till exempel prošek) som berikats med olika kryddor (nejlikor, muskotnötter, lagerblad och peppar etcetera) och frukter (fikon, plommon etcetera). Pašticada serveras vanligtvis med gnocchi eller pasta.